# Ефимович, Борис Васильевич
Борис Васильевич Ефимович (1 августа 1895 — 22 января 1974) — советский архитектор, представитель сталинского ампира. Занимался строительством санаториев, домов отдыха и театров. Автор проекта посёлка при станции Расторгуево (ныне город Видное Московской области). В 1955 году постановлением «Об устранении излишеств в проектировании и строительстве» был подвергнут критике.

## Биография
Борис Ефимович родился 1 августа 1895 года в городе Борисове (ныне Минская область) в семье служащего почтово-телеграфного ведомства Василия Борисовича и его жены Маргариты Брониславовны. Через некоторое время Борис вместе с семьёй переехал в Москву, где окончил Первое реальное училище. В 1912 году поступил на инженерно-архитектурный факультет Петербургского института гражданских инженеров. Окончив институт в 1921 году, до 1923 года трудился в системе Наркомата путей сообщения. Работал на строительстве железной дороги Рязань-Владимир. Позднее работал в системе Госстроя ВСНХ, обществе «Стандарт» и стройконторе «Строитель». С 1929 года — автор-архитектор в Москве. В 1932 году вступил в Союз архитекторов СССР. В годы Великой Отечественной войны руководил строительством оборонительных сооружений под Москвой, за что был награждён орденом Красной Звезды, медалями «За оборону Москвы» и «За доблестный труд в Великой Отечественной войне 1941—1945 гг.».
Специализировался на строительстве санаториев, домов отдыха и домов культуры. По проекту Ефимовича были построены санаторий ВЦСПС «Красная Москва» (ныне «Родина»), санаторий ВЦСПС «Мацестинская долина» и санаторий Наркомвода «Новая Ривьера» (снесён в 2003 году) в Сочи, а также санаторий «Украина» (ныне «Родина») в Мисхоре. По его проекту был построен музыкально-драматический театр в Воронеже. В Москве по проекту Ефимовича было перестроено здание для Театра имени Моссовета (ныне «Дворец на Яузе») и построены Зелёный театр на ВСХВ, здания Политехнического института кожевенной промышленности и Института Цветных металлов.
В 1948 году Борис Ефимович разработал проект поселка у станции Расторгуево (ныне город Видное Московской области). В 1949 году, после одобрения проекта, началось строительство посёлка. По замыслу архитектора, он должен был быть наделён лучшими качествами города и дачного поселка. Для рабочих Московского коксогазового завода он спроектировал одно- и двухэтажные коттеджи из красного кирпича. Их цоколи, оконные ниши, углы и карнизы декорировались белым кирпичом, а крыши покрывались оранжевой черепицей. Некоторые из коттеджей имели портики с колоннами и небольшие балконы. При проектировании посёлка Борис Ефимович вдохновлялся архитектурой Литвы и Латвии. Посёлок был Г-образным в плане. Было запроектировано несколько второстепенных и две главные улицы (ныне Школьная и Заводская). На их пересечении образовывалась площадь с общественными и административными зданиями, Дворцом культуры, сквером и фонтаном.
В 1955 году в постановлении «Об устранении излишеств в проектировании и строительстве» работы Бориса Ефимовича были подвергнуты критике:
В проекте санатория Министерства лесной промышленности СССР в Мисхоре (архитектор Ефимович) допущены крупные излишества в архитектурном оформлении, отделке и оборудовании здания. Безответственное отношение автора проекта к стоимости сооружения привело к тому, что в процессе строительства ранее утвержденная сметная стоимость возросла на 6 млн рублей. Тем же автором с излишествами запроектирован построенный Министерством лесной промышленности СССР санаторий в г. Сочи.
Согласно постановлению, Ефимович был снят с работы руководителя проектной мастерской Министерства лесной промышленности СССР «за допущение им крупных излишеств при проектировании и строительстве санаториев в Мисхоре и Сочи». Распространённая легенда говорит о том, что за «архитектурные излишества» Ефимович также был осуждён на 10 лет лагерей, однако это не соответствует действительности. Он продолжал заниматься преподавательской деятельностью в МИСИ и МИИТе, а в 1959 году опубликовал в журнале «Городское хозяйство Москвы» большую статью о проекте рабочего посёлка Видное.
Жил в Москве по адресу: Измайловский бульвар, 22-а. Умер 22 января 1974 года. Похоронен на Котляковском кладбище Москвы.

Работы Б. В. Ефимовича
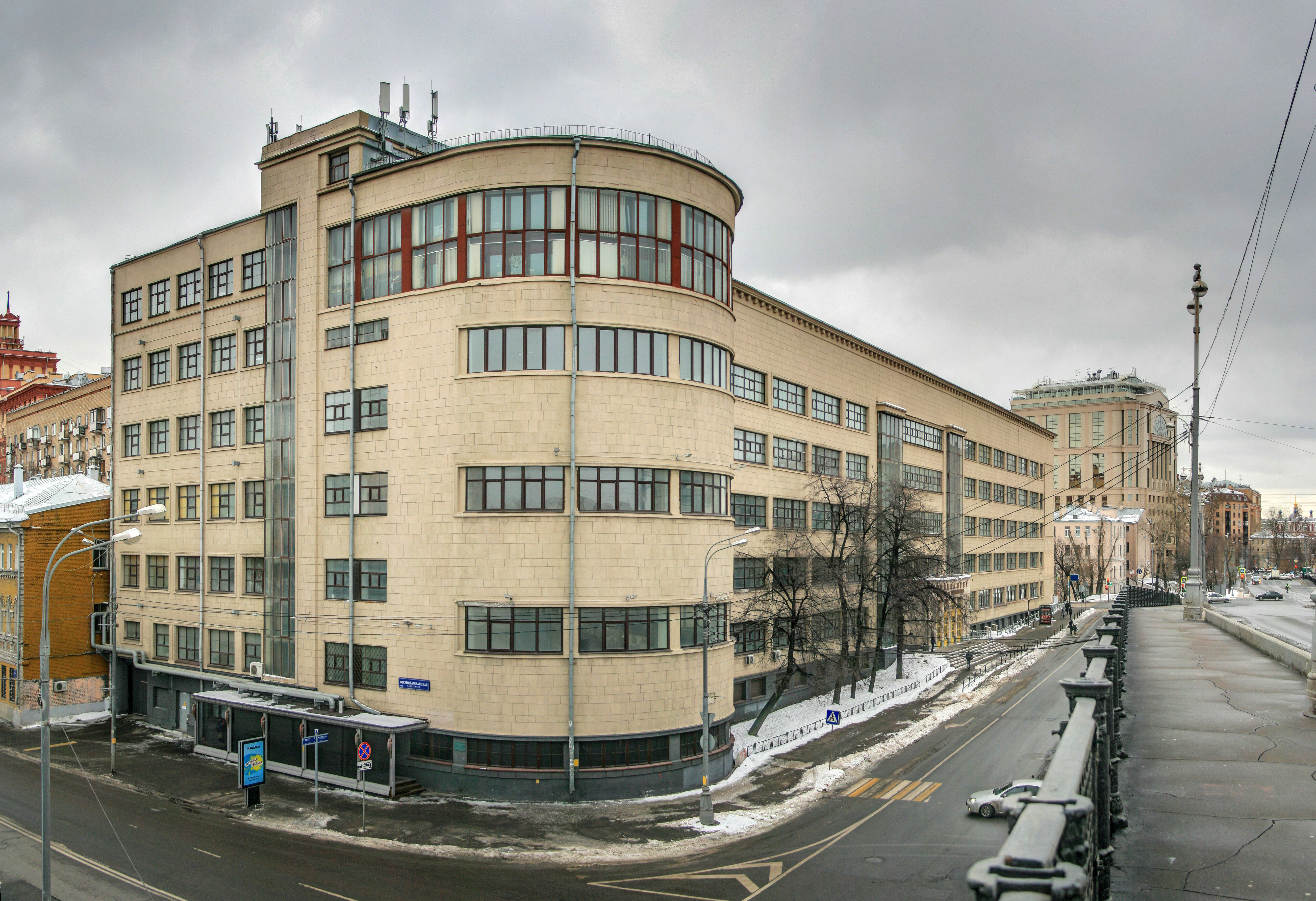
Здание Политехнического института кожевенной промышленности. Москва
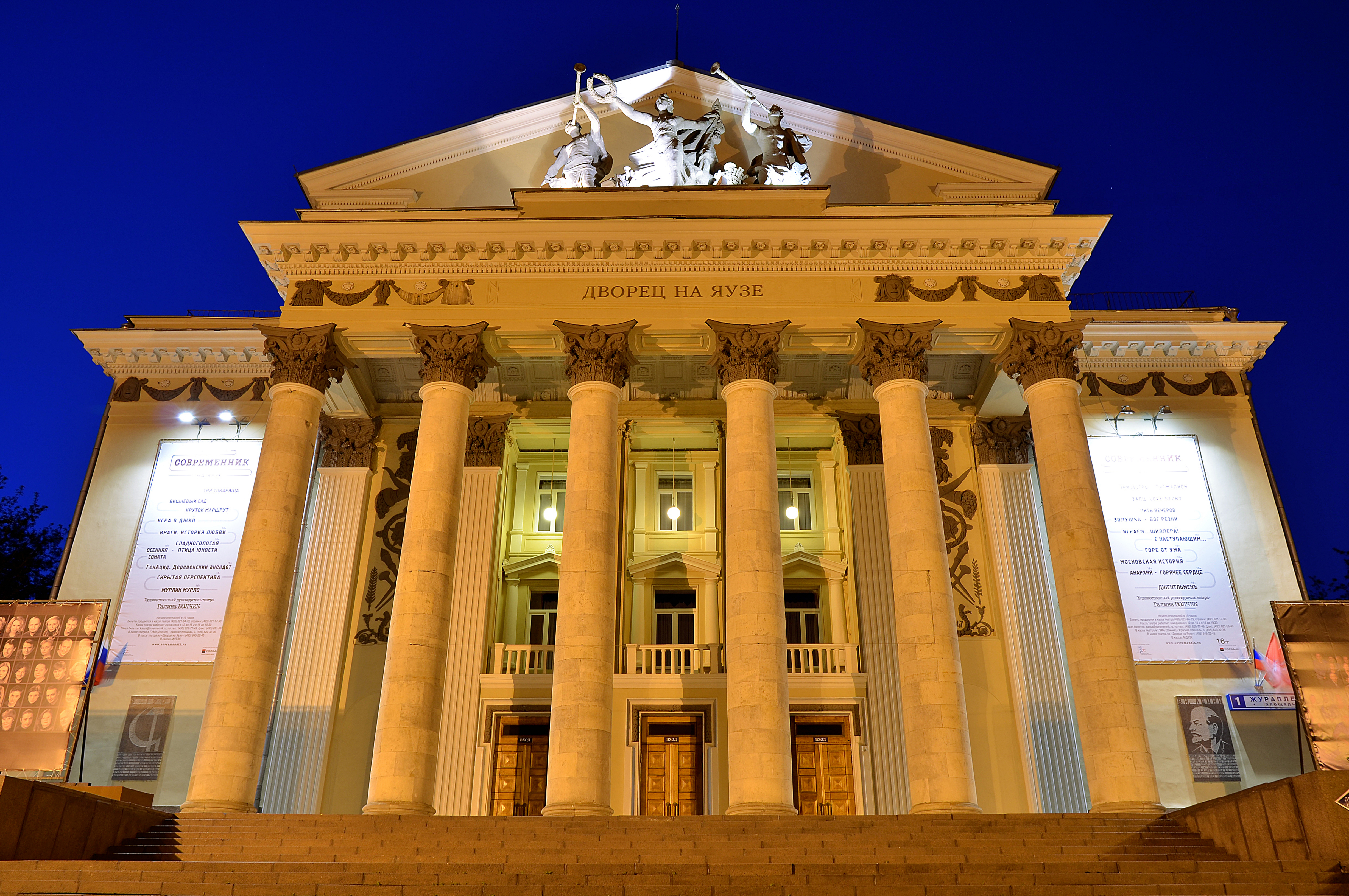
Дворец на Яузе. Москва
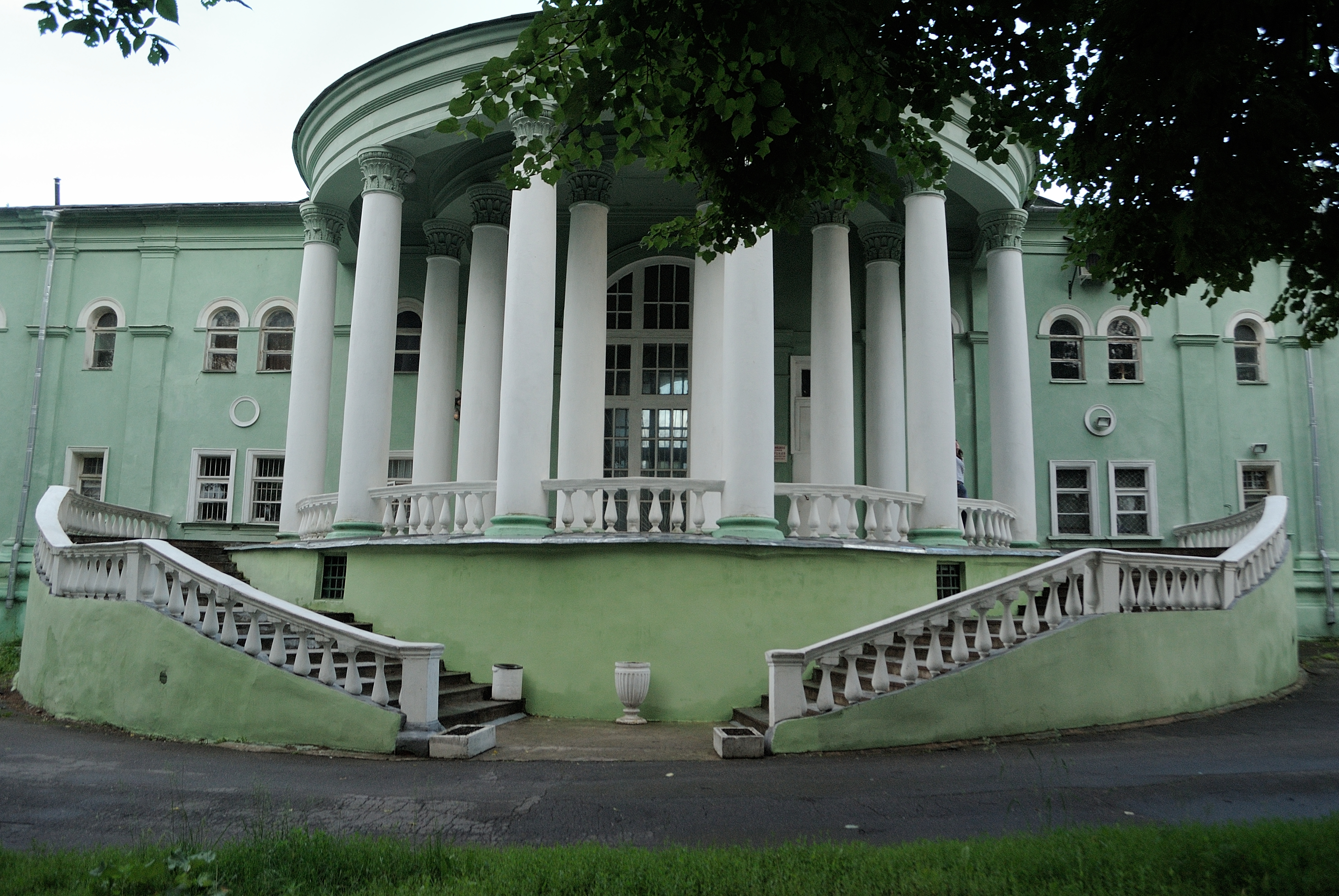
Зелёный театр. Москва, ВДНХ

## Память
На фасаде главного корпуса санатория «Украина» (ныне «Родина») в Мисхоре была установлена мемориальная доска с текстом «Ефимович Борис Владимирович. Академик архитектуры. Автор проекта, руководитель строительства. Главный корпус построен 1950—1955 г.г.» (в отчестве архитектора была допущена ошибка). 26 октября 2023 года Совет депутатов Ленинского городского округа Московской области принял решение о размещении памятной таблички архитектору Б. В. Ефимовичу на стене здания по адресу: город Видное, улица Школьная, дом 24А.

## Семья
- Дочь — Ирина Борисовна Пьецух (1942—2020) — искусствовед, директор художественной галереи «Сегодня»[8][7]

## Сочинения
- Ефимович Б. В. Новые дома на шоссе Энтузиастов // Строительство Москвы. — 1939. — № 10.
- Ефимович Б. В., Гендель Я. С. Новый театр в Сталинском районе столицы // Городское хозяйство Москвы. — 1947. — № 12.
- Ефимович Б. В. Опыт экспериментального проектирования и строительства посёлка Видное под Москвой // Городское хозяйство Москвы. — 1959. — № 5.